# خانواده حاج لطف‌الله

خانواده حاج لطف‌الله نام یک مجموعه تلویزیونی ایرانی است که در سال ۱۳۵۲ خورشیدی و به کارگردانی پرویز نوری ساخته شد و از تلویزیون ملی ایران پخش شد.

## خلاصه داستان
داستان سریال دربارهٔ تاجر فرش‌فروشی است که دو زن دارد و پول و ثروت هنگفتی گردآوری کرده است. خانواده‌اش، او را تحت فشار می‌گذارند که قبل از مرگش، اموال خود را به‌طور مساوی بین افراد خانواده تقسیم کند، اما حاجی که اصولاً فردی خسیس است، از این کار سر بازمی‌زند. افراد خانواده هربار به ترفند جدیدی روی می‌آورند تا ثروت او را تصاحب کنند. حاجی در تمام مدت روح شریک قبلیش را می‌بیند که وجدان او را آزار می‌دهد، اما در حقیقت این روح و دیگران.

## لوکیشن
محل ضبط این سریال، تالار اشرف بود که از آثار تاریخی شهر اصفهان است.

## بازیگران و عوامل تولید

### بازیگران
- رضا ارحام صدر
- مهدی ممیزان
- کلارا استپانیانس
- فضل‌الله ممیزان
- امین خندان
- منصور جهانشاه
- علی‌اکبر کربلایی
- پری کربلایی
- هوشنگ بصیری
- ایرج صالحی
- پروانه
- شبنم
- شقایق
- زارع

### عوامل تولید
- کارگردان هنری: پرویز نوری
- کارگردان تلویزیونی: مسعود جم‌آسمانی
- نویسنده: مهدی ممیزان
- تهیه‌کننده: منوچهر جوان‌فر
- محصول: تلویزیون ملی ایران
- سال تولید: ۱۳۵۲